# بالوم
بالوم (به هلندی: Ballum) یک منطقهٔ مسکونی در هلند است که در امیلند واقع شده‌است. بالوم ۳۵۰ نفر جمعیت دارد.